# Pruska Bogusławska
Pruska Bogusławska (biał. Пруска Багуслаўская, Pruska Bahusłauskaja; ros. Пруска Богуславская, Pruska Bogusławskaja) – wieś na Białorusi, w obwodzie brzeskim, w rejonie kamienieckim, w sielsowiecie Rzeczyca.

## Historia
W XIX i w początkach XX w. położona była w Rosji, w guberni grodzieńskiej, w powiecie brzeskim, w gminie Kamieniec Litewski. Nosiła wówczas nazwę Pruska (ros. Пруска).
W dwudziestoleciu międzywojennym leżała w Polsce, w województwie poleskim, w powiecie brzeskim, w gminie Kamieniec Litewski. W 1921 miejscowość liczyła 70 mieszkańców, zamieszkałych w 12 budynkach, wyłącznie Białorusinów wyznania prawosławnego.
Po II wojnie światowej w granicach Związku Sowieckiego. Od 1991 w niepodległej Białorusi.